# 马克瓦尔德不对称合成
马克瓦尔德不对称合成（Marckwald asymmetric synthesis）是一种化学反应。
2-甲基-2-乙基丙二酸的番木鳖碱盐加热至 160～180°C，发生热分解，放出二氧化碳，得到光学活性的异戊酸（2-甲基丁酸）。两小时内反应完全，经加工纯化后可得大约10％光学活性的异戊酸。
这是最早发现的不对称合成反应。